# Carlos Alirio Buitrago Ramírez
Carlos Alirio Buitrago Ramírez (departamento de Antioquia Siglo XX - departamento de Antioquia, 17 de septiembre de 1982) fue un campesino colombiano y militante de las Comunidades Eclesiales de Base.

## Biografía
El sacerdote Bernardo López Arroyave, había llegado a Puerto Triunfo (Antioquia) en 1978, miembro de Golconda y seguidor de la Teología de la Liberación, formó grupos de Comunidades Eclesiales de Base, en la cual se encontraban los hermanos Buitrago Carlos y Augusto, quienes se unieron a las milicias conformadas por López Arroyave.

## Muerte
Paramilitares bajo el mando de Ramón Isaza asesinaron a cinco jóvenes el 17 de septiembre de 1982, en la vereda Santa Rita, corregimiento Estación Cocorná, del municipio de Puerto Triunfo, entre ellos a los hermanos Buitrago, Fabián Buitrago Zuluaga, Gildardo Ramírez y Marcos Marín. Fueron presentados como supuestos guerrilleros de las Fuerzas Armadas Revolucionarias de Colombia - Ejército del Pueblo (FARC-EP). Bernardo López Arroyave sería asesinado en Sucre en 1987.

## Homenajes
La Columna Carlos Alirio Buitrago del Ejército de Liberación Nacional (ELN), fundada en 1985, lleva su nombre, fue conformada en los municipios aledaños a la Autopista Medellín-Bogotá.